# Вајлтинген
Вајлтинген (њем. Weiltingen) град је у њемачкој савезној држави Баварска. Једно је од 58 општинских средишта округа Ансбах. Према процјени из 2010. у граду је живјело 1.380 становника. Посједује регионалну шифру (AGS) 9571218.

## Географски и демографски подаци
Вајлтинген се налази у савезној држави Баварска у округу Ансбах. Град се налази на надморској висини од 440 метара. Површина општине износи 24,0 km². У самом граду је, према процјени из 2010. године, живјело 1.380 становника. Просјечна густина становништва износи 57 становника/km².